# Leichtathletik-Europameisterschaften 1982/Teilnehmer (DDR)
Der DVfL der DDR hatte für die Leichtathletik-Europameisterschaften 1982 in Athen insgesamt 68 Sportler nominiert, 35 Männer und 33 Frauen. Unter den Nominierten befanden sich sieben Titelverteidiger von Prag sowie acht Olympiasieger von 1980.

## Erfolge
Die DDR-Mannschaft belegte in der Medaillenwertung mit 13 Gold-, 8 Silber und 7 Bronzemedaillen den ersten Platz mit großem Abstand vor der Mannschaft der Bundesrepublik Deutschland. Die Frauen holten in 10 von 15 Wettbewerben, die Männer in 13 von 20 Wettbewerben, bei denen sie antraten, eine Medaille. Jeweils 2 Titel konnten Bärbel Wöckel, Marlies Göhr und Marita Koch gewinnen, wobei Wöckel noch eine Silbermedaille gewann und damit erfolgreichste DDR-Athletin wurde. Des Weiteren wurden durch DDR-Athleten sechs Europameisterschaftsrekorde aufgestellt. Herausragend war jedoch die zwei Weltrekorde über die Stadionrunde sowohl im Einzel als auch in der Staffel. An beiden war Marita Koch beteiligt. Koch selbst und die Tschechoslowakin Jarmila Kratochvílová sind bisher die einzigen Läuferinnen, die nochmals schneller als bei dem in Athen aufgestellten Weltrekord von
48,16 s liefen.

## Nominierte Athleten
| Disziplin        | Männer                                                                                  | Männer                                                                                  | Männer                                  | Frauen                                                                             | Frauen                                                                                            | Frauen                      |
| Disziplin        | Athlet                                                                                  | Sportclub/Verein                                                                        | Platzierung                             | Athlet                                                                             | Sportclub/Verein                                                                                  | Platzierung                 |
| ---------------- | --------------------------------------------------------------------------------------- | --------------------------------------------------------------------------------------- | --------------------------------------- | ---------------------------------------------------------------------------------- | ------------------------------------------------------------------------------------------------- | --------------------------- |
| 100 m            | Frank Emmelmann Olaf Prenzler Thomas Schröder                                           | SC Magdeburg SC Magdeburg SC Neubrandenburg                                             | 6. Platz Halbfinale                     | Marlies Göhr Bärbel Wöckel Gesine Walther                                          | SC Motor Jena SC Turbine Erfurt                                                                   | 5. Platz                    |
| 200 m            | Olaf Prenzler Frank Emmelmann Detlef Kübeck                                             | SC Magdeburg SC Magdeburg SC Traktor Schwerin                                           | Vorlauf                                 | Bärbel Wöckel Sabine Rieger Gesine Walther                                         | SC Motor Jena SC Motor Jena SC Turbine Erfurt                                                     | 4. Platz                    |
| 400 m            | Andreas Knebel                                                                          | SC Magdeburg                                                                            | Silber                                  | Marita Koch Sabine Busch Dagmar Rübsam                                             | SC Empor Rostock SC Turbine Erfurt                                                                | 4. Platz 6. Platz           |
| 800 m            | Hans-Joachim Mogalle Detlef Wagenknecht Olaf Beyer                                      | SC Chemie Halle SC Dynamo Berlin ASK Vorwärts Potsdam                                   | Zwischenlauf 6. Platz 7. Platz          | Hildegard Ullrich                                                                  | SC Turbine Erfurt                                                                                 | 5. Platz                    |
| 1500 m           | Andreas Busse                                                                           | SC Einheit Dresden                                                                      | 11. Platz                               | Ulrike Bruns                                                                       | ASK Vorwärts Potsdam                                                                              | 5. Platz                    |
| 5000 m           | Werner Schildhauer Hansjörg Kunze                                                       | SC Chemie Halle SC Empor Rostock                                                        | 9. Platz                                |                                                                                    |                                                                                                   |                             |
| 10.000 m         | Werner Schildhauer                                                                      | SC Chemie Halle                                                                         | Silber                                  |                                                                                    |                                                                                                   |                             |
| Marathon         | Waldemar Cierpinski                                                                     | SC Chemie Halle                                                                         | 6. Platz                                |                                                                                    |                                                                                                   |                             |
| 100 m Hürden     |                                                                                         |                                                                                         |                                         | Kerstin Knabe Bettine Gärtz Cornelia Riefstahl                                     | SC DHfK Leipzig SC Karl-Marx-Stadt SC Dynamo Berlin                                               | 4. Platz Vorlauf            |
| 110 m Hürden     | Thomas Munkelt Holger Pohland Andreas Schlißke                                          | SC DHfK Leipzig SC Karl-Marx-Stadt                                                      | 8. Platz Zwischenlauf                   |                                                                                    |                                                                                                   |                             |
| 400 m Hürden     | Uwe Ackermann                                                                           | SC Karl-Marx-Stadt                                                                      | Bronze                                  | Petra Pfaff Birgit Uibel                                                           | SC Cottbus                                                                                        | 6. Platz                    |
| 3000 m Hindernis | Hagen Melzer                                                                            | SC Einheit Dresden                                                                      | 4. Platz                                |                                                                                    |                                                                                                   |                             |
| 4 × 100 m        | Thomas Munkelt Detlef Kübeck Olaf Prenzler Frank Emmelmann Frank Möller Thomas Schröder | SC DHfK Leipzig SC Traktor Schwerin SC Magdeburg ASK Vorwärts Potsdam SC Neubrandenburg | Silber · Silber · Silber · Silber       | Gesine Walther Bärbel Wöckel Sabine Rieger Marlies Göhr Romy Müller Kirsten Siemon | SC Turbine Erfurt SC Motor Jena SC Motor Jena SC Dynamo Berlin SC Empor Rostock                   | Gold · Gold · Gold · Gold   |
| 4 × 400 m        |                                                                                         |                                                                                         |                                         | Kirsten Siemon Sabine Busch Dagmar Rübsam Marita Koch Gesine Walther Sabine Rieger | SC Magdeburg SC Turbine Erfurt SC Turbine Erfurt SC Empor Rostock SC Turbine Erfurt SC Motor Jena | Gold · Gold · Gold · Gold   |
| 20-km-Gehen      | Roland Wieser Ralf Kowalsky                                                             | SC Dynamo Berlin TSC Berlin                                                             | 9. Platz disqualifiziert                |                                                                                    |                                                                                                   |                             |
| 50-km-Gehen      | Hartwig Gauder Dietmar Meisch Ronald Weigel                                             | SC Turbine Erfurt TSC Berlin ASK Vorwärts Potsdam                                       | 4. Platz ausgeschieden nicht angetreten |                                                                                    |                                                                                                   |                             |
| Weitsprung       | Lutz Dombrowski                                                                         | SC Karl-Marx-Stadt                                                                      | Gold                                    | Heike Daute Christine Schima Brigitte Wujak                                        | SC Motor Jena SC Chemie Halle SC Dynamo Berlin                                                    | 4. Platz 7. Platz 10. Platz |
| Hochsprung       |                                                                                         |                                                                                         |                                         | Jutta Kirst Andrea Bienias                                                         | SC Dynamo Berlin SC DHfK Leipzig                                                                  | 5. Platz 6. Platz           |
| Kugelstoßen      | Udo Beyer Matthias Schmidt Peter Block                                                  | ASK Vorwärts Potsdam SC Motor Jena SC Neubrandenburg                                    | 5. Platz 6. Platz                       | Ilona Slupianek Liane Schmuhl Helma Knorscheidt                                    | SC Dynamo Berlin TSC Berlin SC Chemie Halle                                                       | 6. Platz 7. Platz           |
| Diskuswurf       | Wolfgang Warnemünde Armin Lemme                                                         | SC Empor Rostock SC Magdeburg                                                           | 4. Platz                                | Gisela Beyer Silvia Madetzki Irina Meszynski                                       | ASK Vorwärts Potsdam SC Chemie Halle TSC Berlin                                                   | 4. Platz 5. Platz 8. Platz  |
| Hammerwurf       | Detlef Gerstenberg Roland Steuk                                                         | SC Dynamo Berlin TSC Berlin                                                             | 6. Platz 7. Platz                       |                                                                                    |                                                                                                   |                             |
| Speerwurf        | Uwe Hohn Detlef Michel                                                                  | ASK Vorwärts Potsdam TSC Berlin                                                         | Gold · Bronze                           | Antje Kempe Ute Richter Petra Felke                                                | SC Motor Jena SC Einheit Dresden SC Motor Jena                                                    | 5. Platz 7. Platz           |
| Siebenkampf      |                                                                                         |                                                                                         |                                         | Ramona Neubert Sabine Möbius Anke Vater                                            | SC Einheit Dresden SC DHfK Leipzig SC Neubrandenburg                                              | 4. Platz                    |
| Zehnkampf        | Torsten Voss Siegfried Stark Steffen Grummt                                             | SC Traktor Schwerin ASK Vorwärts Potsdam SC Motor Jena                                  | verletzt ausgeschieden 4. Platz         |                                                                                    |                                                                                                   |                             |

## Medaillen und Teilnehmer je Verein
Die Aktiven verteilten sich auf 14 verschiedene Leistungssportzentren, wovon 12 Sportclubs Medaillengewinner bejubeln konnten. Lediglich der SC Neubrandenburg und der TSC Berlin blieben ohne Edelmetall. Erfolgreichster Sportclub war der SC Motor Jena.
| Platz | Sportclub/Sportverein | Teilnehmer | Goldmedaille – Europameister | Silbermedaille – 2. Platz | Bronzemedaille – 3. Platz | Medaillen gesamt |
| ----- | --------------------- | ---------- | ---------------------------- | ------------------------- | ------------------------- | ---------------- |
| 1     | SC Motor Jena         | 8          | 5                            | 2                         | 1                         | 8                |
| 2     | SC Magdeburg          | 5          | 3                            | 3                         | 1                         | 7                |
| 3     | SC Turbine Erfurt     | 5          | 3                            | 0                         | 0                         | 3                |
| 4     | SC Empor Rostock      | 3          | 2                            | 0                         | 1                         | 3                |
| 5     | SC DHfK Leipzig       | 5          | 1                            | 2                         | 1                         | 4                |
| 6     | SC Karl-Marx-Stadt    | 4          | 1                            | 0                         | 1                         | 2                |
| 7     | SC Einheit Dresden    | 4          | 1                            | 0                         | 0                         | 1                |
| 7     | ASK Vorwärts Potsdam  | 6          | 1                            | 0                         | 0                         | 2                |
| 7     | SC Dynamo Berlin      | 8          | 1                            | 0                         | 0                         | 1                |
| 10    | SC Chemie Halle       | 6          | 0                            | 2                         | 0                         | 2                |
| 11    | SC Cottbus            | 2          | 0                            | 1                         | 0                         | 1                |
| 11    | SC Traktor Schwerin   | 2          | 0                            | 1                         | 0                         | 1                |
| 13    | SC Neubrandenburg     | 3          | 0                            | 0                         | 0                         | 0                |
| 13    | TSC Berlin            | 5          | 0                            | 0                         | 0                         | 0                |